# Azanus sitalces
Azanus sitalces is een vlinder uit de familie van de Lycaenidae. De wetenschappelijke naam van de soort is voor het eerst gepubliceerd in 1900 door Paul Mabille.

## Verspreiding
De soort komt voor op het eiland Mayotte van de Comoren en Madagaskar.

## Ondersoorten
- Azanus sitalces sitalces (Mabille, 1900) (Madagaskar)
- Azanus sitalces mayotti d’Abrera, 1980 (Mayotte)